# Beilschmiedia ugandensis
Espèce
Synonymes
- Beilschmiedia ugandensis var. ugandensis[1]
- Tylostemon ugandensis (Rendle) Stapf[1]

Statut de conservation UICN

 LC  : Préoccupation mineure
Beilschmiedia ugandensis est une espèce de plantes à fleurs de la famille des Lauraceae. Elle est trouvée en République démocratique du Congo, au Soudan, en Tanzanie et en Ouganda. Elle est menacée par la disparition de son habitat. 

## Liste des variétés
Selon Catalogue of Life (9 avril 2019) :
- variété Beilschmiedia ugandensis var. katangensis Robyns & Wilczek

Selon Tropicos (9 avril 2019) (Attention liste brute contenant possiblement des synonymes) :
- variété Beilschmiedia ugandensis var. katangensis Robyns & R. Wilczek
- variété Beilschmiedia ugandensis var. ugandensis

## Publication originale
- Journal of the Linnean Society, Botany 37: 203.